# Schäffern
Schäffern là một đô thị thuộc huyện Hartberg thuộc bang Steiermark, nước Áo. Đô thị Schäffern có diện tích 32,34 km², dân số thời điểm năm 2005 là 1503 người.